# 매니토바 대학교

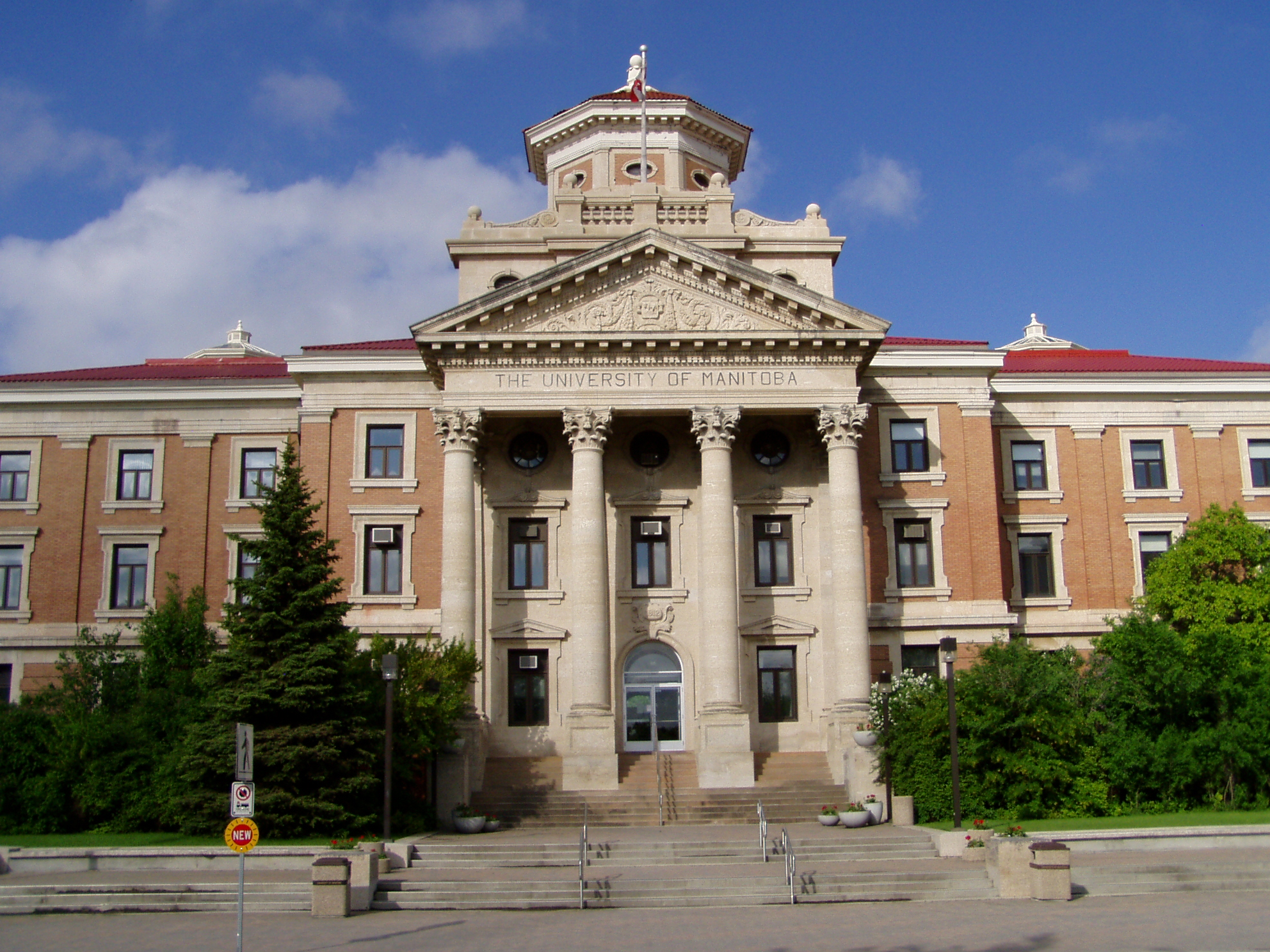

매니토바 대학교(University of Manitoba)는 캐나다 매니토바주 위니펙에 있는 공립 대학교이다.
약칭은 ‘U of M’이다. 1877년 매니토바주의회가 제정한 대학법에 의하여 설립되었다. 이 대학 설립의 원래 목적은 지금과 같은 학생 교육이 아니라, 1818년 프랑스어로 강의를 할 수 있는 교사를 양성하기 위하여 설립된 세인트보니페이스대학과 1820년 설립된 문리과계통의 세인트존스대학, 그리고 매니토바대학 등 3개 대학 졸업생들에게 학위를 수여하기 위한 것이었다.
1882년과 1888년에, 몇 명의 개업의와 외과의사들에 의해 설립된 매니토바의과대학과 감리교 계통의 웨슬리대학이 각각 이 대학교에 합병되었다. 1900년 매니토바주의회는 다른 대학 졸업생들에게 학위를 수여하는 업무 이외에 독자적인 교육 프로그램을 도입할 수 있도록 대학법을 개정했다. 이에 따라 1904년 매니토바 시내에 처음 마련된 매니토바대학교 자체 건물에서 과학자들뿐인 6명의 교수로 첫 강의가 시작되었다.
1902년 매니토바약학대학을, 1906년 매니토바농과대학을 병합하는 등 더 많은 교육과정과 단과대학들이 생기면서 1929년 캠퍼스를 현재의 포트게리(Fort Garry) 캠퍼스로 이전했다. 1931년 세인트폴스대학, 1938년 브랜던대학을 합병하였고, 1981년에는 우크라이나의 동방정교회 성직자를 교육하기 위하여 설립된 세인트앤드루스대학을 그 산하에 두었다. 1967년 매니토바주정부는 웨슬리대학과 매니토바대학을 합병하여 설립한 유나이티드대학과 브랜던대학을 각각 위니펙대학교와 브랜던대학교로 독립·분리시켰다. 세인트보니페이스대학도 분리 독립하였다.
2010년 기준으로 매니토바대학교만의 독특한 조직인 유니버시티 1(교양학부) 외에 농업·식품과학부, 농학스쿨, 건축학부, 예술스쿨, 클레이턴 H.리들 환경·지구·자원학부, 치위생학부, 치의학부, 교육학부, 공학부, 인간생태학부, I.H.애스퍼 경영스쿨, 운동과학·레크리에이션경영학부, 교육학부, 법학부, 재활의학부, 의학부, 음악학부, 간호학부, 약학부, 과학부, 사회사업학부, 확장교육부, 대학원부에서 다양한 학부·대학원과정을 제공한다. 이와 함께 기숙형 부속대학인 세인트존스대학(영국국교회 계통), 세인트폴스대학(가톨릭 계통), 세인트앤드루스대학(우크라이나동방정교회 계통), 유니버시티 칼리지(무종파)가 각각의 특성에 따라 학생들에게 편의를 제공한다. 위니펙 시내에 주 캠퍼스인 포트게리 캠퍼스와 보너타인 캠퍼스(Bannatyne)가 있다.

## 주요동문
- 마셜 매클루언 ― 캐나다의 평론가
- 에드워드 슈라이어 - 캐나다의 제22대 총독